# Halictus clangulus
Halictus clangulus är en biart som beskrevs av Warncke 1984. Halictus clangulus ingår i släktet bandbin, och familjen vägbin. Inga underarter finns listade i Catalogue of Life.